# William Millerson
William Walter (Junior) Millerson (Aruba, 10 januari 1953 - Amsterdam, 20 juni 2020) was een Curaçaos politicus en karateka. Hij was tussen 2017 en 2020 voorzitter van de Staten van Curaçao en was tot aan zijn overlijden statenlid namens de Partido Alternativa Real (PAR).

## Sport
Millerson heeft de 8ste dan zwarte band in Wado-ryu karate. Als karateka maakte hij lange tijd deel uit van de Nederlandse kernploeg. Hij won in die hoedanigheid tijdens de Europese kampioenschappen karate in 1973 en 1975 een zilveren medaille. Tijdens de Wereldkampioenschappen karate in 1975 won hij een bronzen medaille. Na zijn karatecarrière ging hij verder als trainer en richtte in 1976 de Curaçao Karate Bond op. Van 1993 tot 2013 was hij voorzitter van de Pan-Amerikaanse Karate Federatie. Van 1997 tot 2013 was hij tevens voorzitter van het Olympisch Comité van de Nederlandse Antillen. Tussen 1998 en 2014 was hij verder nog de eerste vicepresident van de Wereld Karate Federatie. In 2011 werd Millerson door de Gouverneur van Curaçao geridderd in de Orde van Oranje-Nassau voor zijn verdiensten in de sport.

## Politiek
Millerson werd tijdens de verkiezingen van 2017 gekozen tot Statenlid voor de PAR. Na de verkiezing werd hij door de PAR voorgedragen als statenvoorzitter. Op 11 mei werd hij vervolgens door de aanwezige Statenleden, unaniem tot voorzitter gekozen.
Op 3 juni 2020 trad hij wegens gezondheidsredenen af als statenvoorzitter en werd opgevolgd door Ana-Maria Pauletta. Zijn wegens overlijden op 20 juni vrijgekomen statenzetel werd op 11 augustus 2020 ingenomen door Shaheen Elhage, nadat Marilyn Alcalá-Wallé zich eerder als opvolger had teruggetrokken.